# 1573 Vaisala
1573 Vaisala је астероид главног астероидног појаса. Приближан пречник астероида је 9,77 ,
а средња удаљеност астероида од Сунца износи 2,370 астрономских јединица (АЈ).
Инклинација (нагиб) орбите у односу на раван еклиптике је 24,545 степени, а орбитални период износи 1333,395 дана (3,650 године). Ексцентрицитет орбите астероида износи 0,231.
Апсолутна магнитуда астероида износи 12,30 а геометријски албедо 0,222.
Астероид је откривен 27. октобра 1949. године.